# Béthisy-Saint-Martin
Béthisy-Saint-Martin è un comune francese di 1 116 abitanti situato nel dipartimento dell'Oise della regione dell'Alta Francia. Nella parte settentrionale del paese.

## Società

### Evoluzione demografica
Abitanti censiti